# Royan (Iran)
Royan (persisch/mazandaranisch: رویان) ist eine Stadt in der Provinz Mazandaran in Iran. 
Laut Volkszählung 2006 lebten 6.339 Menschen in 1.708 Familien in Royan.
Royan liegt am Kaspischen Meer und am Elbursgebiege. Quer durch die Kleinstadt verläuft die vierspürige Fernstraße Nr. 22 Richtung der Nachbarstädte Nur im Osten bzw. Benjkul-e Sofla im Westen.

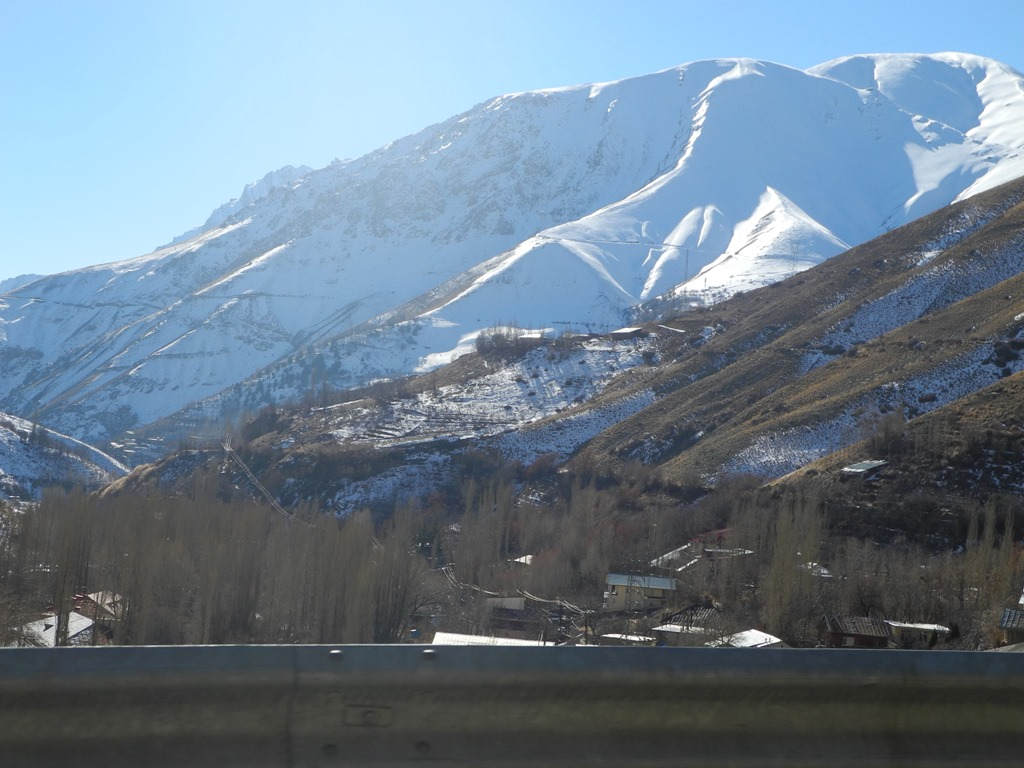
Elbursgebirge nahe Royan

Die Mehrheit spricht den mazandaranischen Dialekt als Muttersprache und Persisch als Zweitsprache und ist schiitisch.